# Nutriscore

Logotip de la classificació Nutri-Score, indicant en aquest cas un producte amb una puntuació A.

El Nutri-Score és un esquema d’etiquetatge nutricional gràfic en el frontal dels envasos que proporciona una valoració global de la qualitat nutricional del producte en un codi de colors tipus semàfor.
En aquest sentit, cada producte rep una lletra i un codi de color que van des del verd fosc (A) que indica una major qualitat nutricional, fins al taronja fosc (E), que n’indica una de menor. Degut a aquesta escala de colors, l’esquema Nutri-Score també rep el nom de «sistema d'etiquetatge de cinc colors» (5-CNL per les seves sigles en anglès).

## Metodologia de càlcul
La classificació original dels productes dins l’escala de colors es basà en l'algorisme del perfil nutricional de l'Agència de Normes Alimentàries britànica, el sistema FSAm-NPS, que es va idear per resumir la qualitat nutricional global dels productes alimentaris atribuïnt una puntuació única als productes alimentaris en funció dels següents paràmetres:
- Aportació energètica (en kJ/100g)
- Contingut de sucres (en g/100g)
- Contingut d’àcids grassos saturats (en g/100g)
- Contingut de sodi (en mg/100g)
- Proporció de fruites, verdures, llegums i fruits secs (en % en pes)
- Contingut de fibra (en g/100g)
- Contingut de proteïna (en g/100g)

Més concretament, la primera versió del Nutri-Score classificava l’aportació energètica, el contingut de sucres, el contingut d’àcids grassos saturats i el contingut de sodi com a «Punts A» o punts desfavorables, mentre que la proporció de fruites, verdures, llegums i fruits secs, el contingut de fibra i el contingut de proteïna eren classificats com a «Punts C» o favorables. L’assignació de punts es feia segons la taula següent:
| Punts A | Calories (kJ/100g) | Sucres (g/100g) | Àcids grassos saturats (g/100g) | Sodi (mg/100g) |
| ------- | ------------------ | --------------- | ------------------------------- | -------------- |
| 0       | ≤ 335              | ≤ 4,5           | ≤ 1                             | ≤ 90           |
| 1       | > 335              | > 4,5           | > 1                             | > 90           |
| 2       | > 670              | > 9             | > 2                             | > 180          |
| 3       | > 1005             | > 13,5          | > 3                             | > 270          |
| 4       | > 1340             | > 18            | > 4                             | > 360          |
| 5       | > 1675             | > 22,5          | > 5                             | > 450          |
| 6       | > 2010             | > 27            | > 6                             | > 540          |
| 7       | > 2345             | > 31            | > 7                             | > 630          |
| 8       | > 2680             | > 36            | > 8                             | > 720          |
| 9       | > 3015             | > 40            | > 9                             | > 810          |
| 10      | > 3350             | > 45            | > 10                            | > 900          |

| Punts C | Fruites, verdures, llegums i fruits secs (%) | Fibra (g/100g) | Proteïna (g/100g) |
| ------- | -------------------------------------------- | -------------- | ----------------- |
| 0       | ≤ 40                                         | ≤ 0,9          | ≤ 1,6             |
| 1       | > 40                                         | > 0,9          | > 1,6             |
| 2       | > 60                                         | > 1,9          | > 3,2             |
| 3       | -                                            | > 2,8          | > 4,8             |
| 4       | -                                            | > 3,7          | > 6,4             |
| 5       | > 80                                         | > 4,7          | > 8,0             |